# 월터 코널리

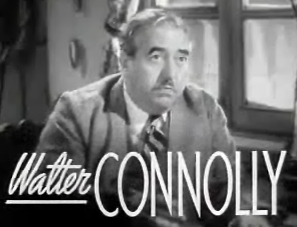

월터 코널리(Walter Connolly, 1887년 4월 8일 ~ 1940년 5월 28일)는 미국의 배우이다.
신시내티에서 태어났으며 베벌리힐스에서 사망하였다. 사인은 뇌졸중이다.

## 영화
- 굿 걸스 고 투 파리 (1939년)
- 허클베리 핀의 모험 (1939년)
- 위대한 빅터 허버트 (1939년)
- 투 핫 투 핸들 (1938년)
- 낫띵 새크리드 (1937년)
- 대지 (1937년)
- 라이벨리드 레이디 (1936년)
- 소 레드 더 로즈 (1935년)
- 캡틴 헤이트 더 씨 (1934년)
- 뉴욕행 열차 20세기 (1934년) - 올리버 웹 역
- 어느날 밤에 생긴 일 (1934년)
- 옌 장군의 쓰디쓴 차 (1933년)
- 하루 동안의 숙녀 (1933년)